# 戈尔瑙
戈尔瑙（德語：Gornau）是德国萨克森州的市镇，隶属于厄尔士山县。总面积为19.78平方千米，截至2023年12月31日总人口为3,736人。